# Elachiptera rufifrons
Elachiptera rufifrons är en tvåvingeart som beskrevs av Oswald Duda 1932. Elachiptera rufifrons ingår i släktet Elachiptera och familjen fritflugor. Inga underarter finns listade i Catalogue of Life.